# Lorenzo Fortunato
Lorenzo Fortunato (født 9. maj 1996 i Bologna) er en cykelrytter fra Italien, der kører for XDS Astana Team.